# Атрезия
Атрезия — врождённое отсутствие или приобретенное заращение естественных отверстий и каналов в организме.
В большинстве случаев атрезия имеет характер врождённой аномалии, реже является следствием иных патологических процессов. Различают следующие варианты атрезии:
- Атрезия заднего прохода — аномалия развития отверстия между прямой кишкой и задним проходом.
- Микротия — недоразвитие ушной раковины, обычно сочетается со стенозом или атрезией наружного слухового прохода.
- Атрезия желчевыводящих путей — редкая врождённая патология, при которой желчевыводящие пути непроходимы или отсутствуют.
- Атрезия хоан — аномалия развития, при которой просвет хоан (отверстий между полостью носа и носоглоткой) полностью или частично заполнен незрелой соединительной (мезенхимальной) тканью.
- Атрезия пищевода — порок развития, при котором верхний отрезок пищевода заканчивается слепо.
- Атрезия тонкой кишки — порок развития тонкого кишечника, обусловленный внутриутробным нарушением брыжеечного кровоснабжения плода.
- Атрезия фолликулов — обратное развитие фолликулов в яичнике.
- Атрезия лёгочной артерии — врождённый порок сердца, при котором отсутствует нормальное сообщение между правым желудочком и лёгочной артерией.
- Атрезия трёхстворчатого клапана — врождённый порок сердца, проявляется отсутствием сообщения между правым предсердием и правым желудочком.
- Атрезия влагалища — врождённое или приобретённое сращение стенок влагалища.